# Berehowe (obwód wołyński)
Berehove (ukr. Берегове, pol. hist. Padałówka) – wieś na Ukrainie, w obwodzie wołyńskim, w rejonie rożyszczeńskim.
Pod koniec XIX w. wieś w powiecie łuckim, w gminie Rożyszcze.